# 勝沼葡萄鄉站
勝沼葡萄鄉站（日语：／ Katsunumabudōkyō eki */?）是東日本旅客鐵道（JR東日本）中央本線的鐵路車站，位於日本山梨縣甲州市勝沼町菱山。由於勝沼町盛產甲州葡萄，因此1993年4月1日站名從勝沼站更為現名。

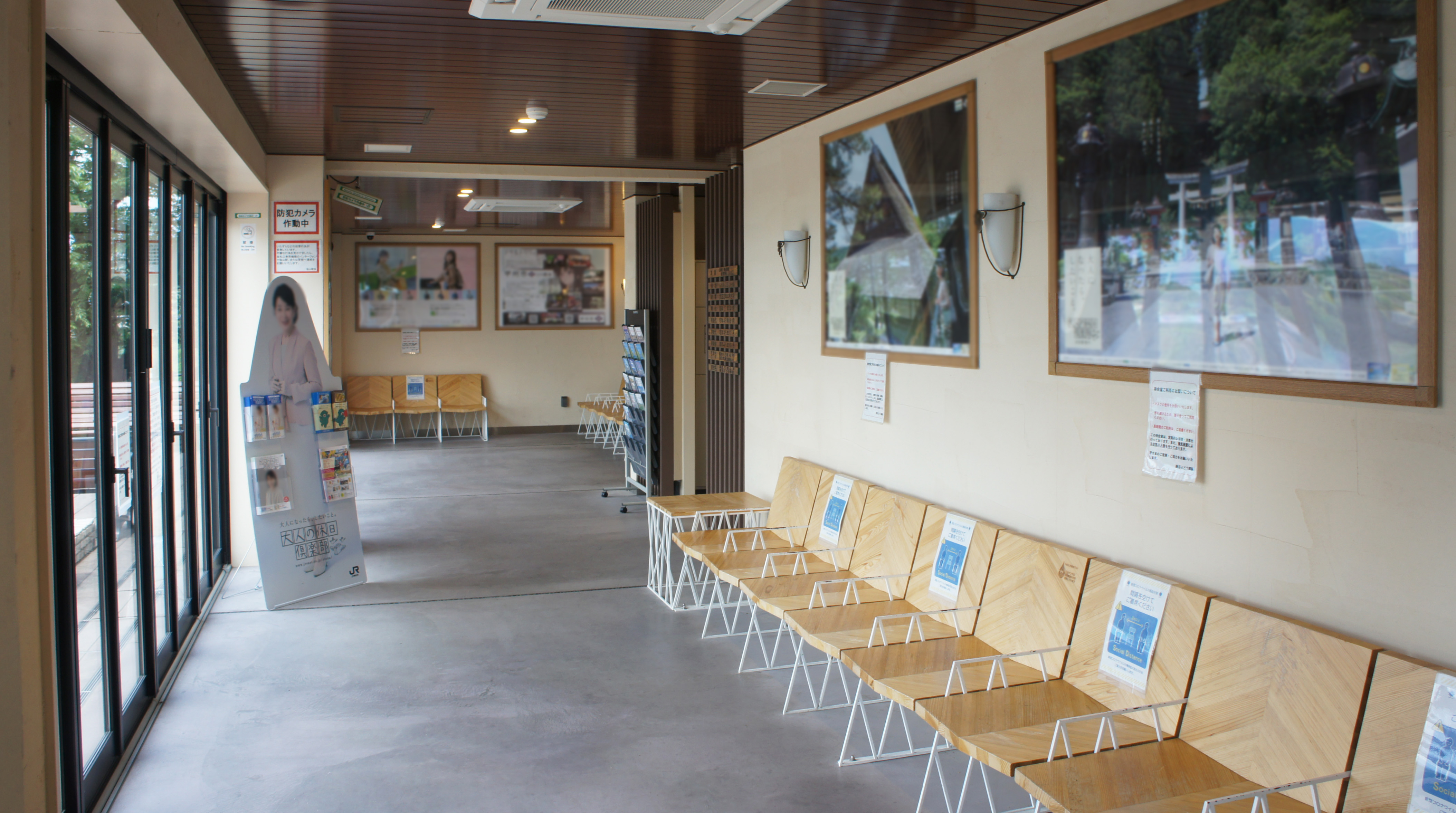
車站內部（2021年5月）

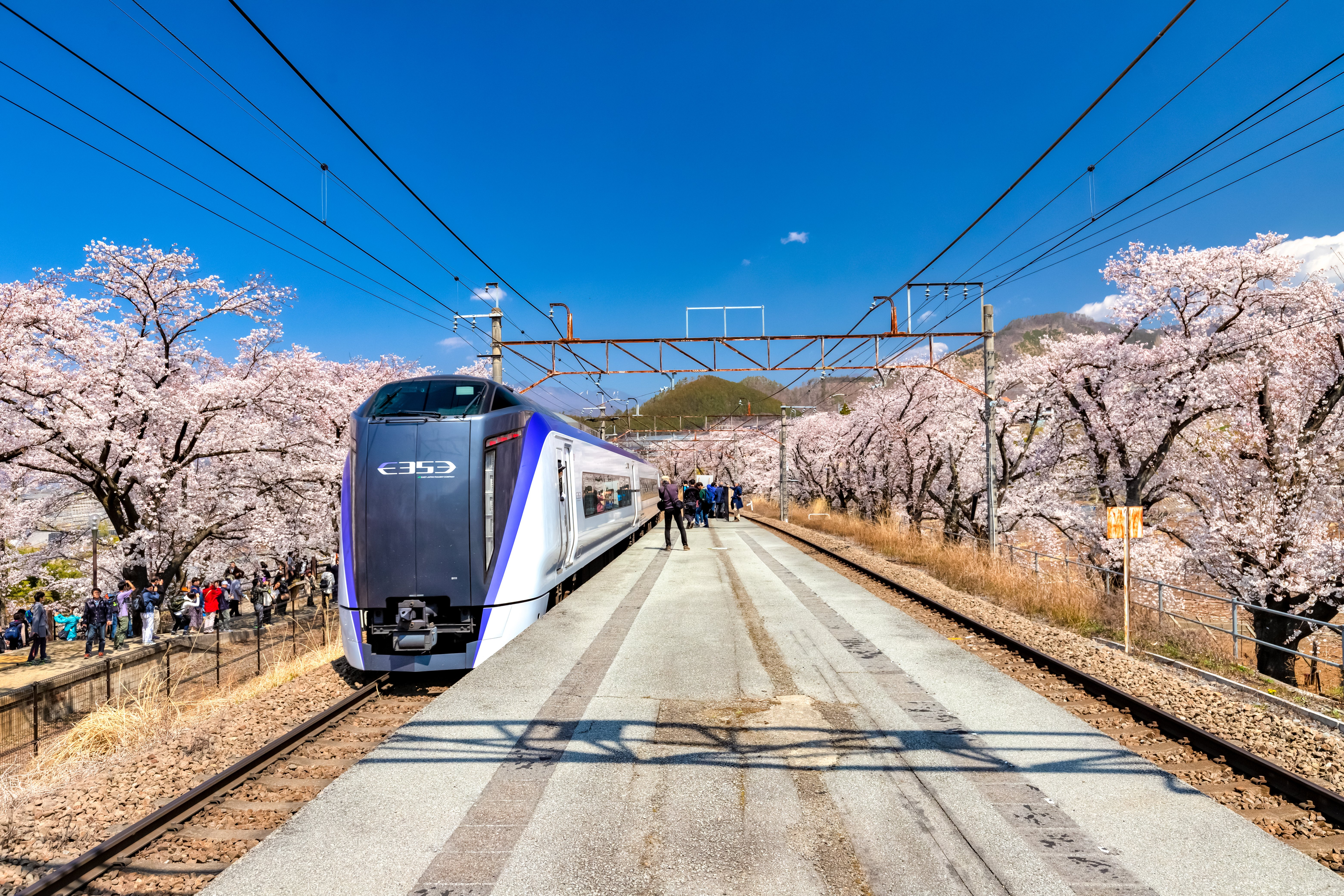
春季的車站月台（2019年4月）

## 歷史
- 1913年（大正2年）4月1日：以大日影信號場的名稱開業，為鐵道省的一個車站。
- 1913年（大正2年）4月8日：改名為勝沼站。
- 1949年（昭和24年）6月1日：成為日本國有鐵道的一個車站。
- 1960年（昭和35年）6月11日：貨運業務停止辦理。
- 1968年8月30日：廢止折返式站場。
- 1980年（昭和55年）10月：新站舍啟用。
- 1987年（昭和62年）4月1日：國鐵分割民營化，成為東日本旅客鐵道的一個車站。
- 1993年（平成5年）4月1日：改為現在名稱。
- 1998年（平成10年）：入選「關東車站百選」。
- 2004年（平成16年）10月16日：本站被编入東京近郊區間，可以使用Suica。

## 車站結構

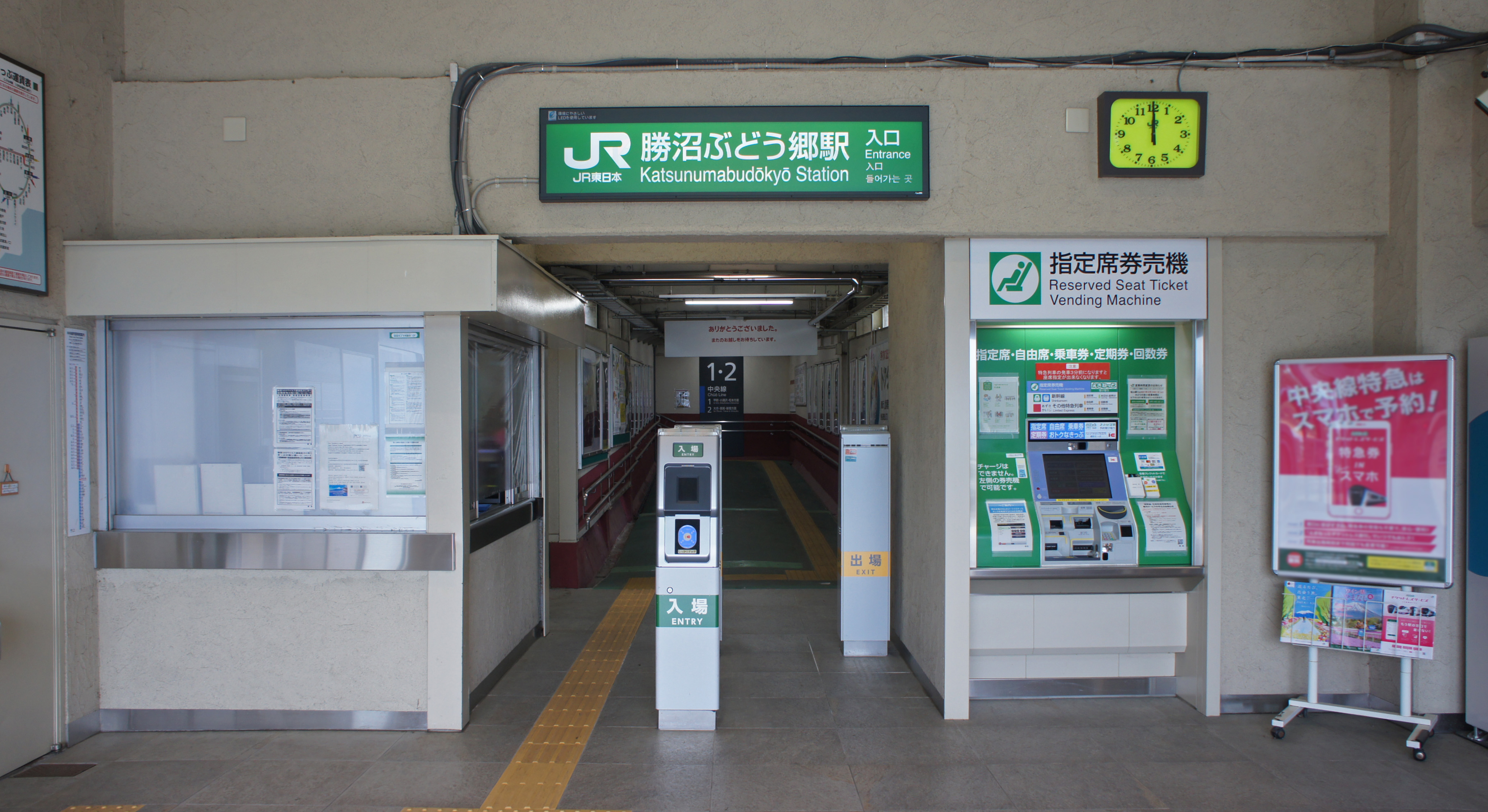
驗票口（2021年5月）

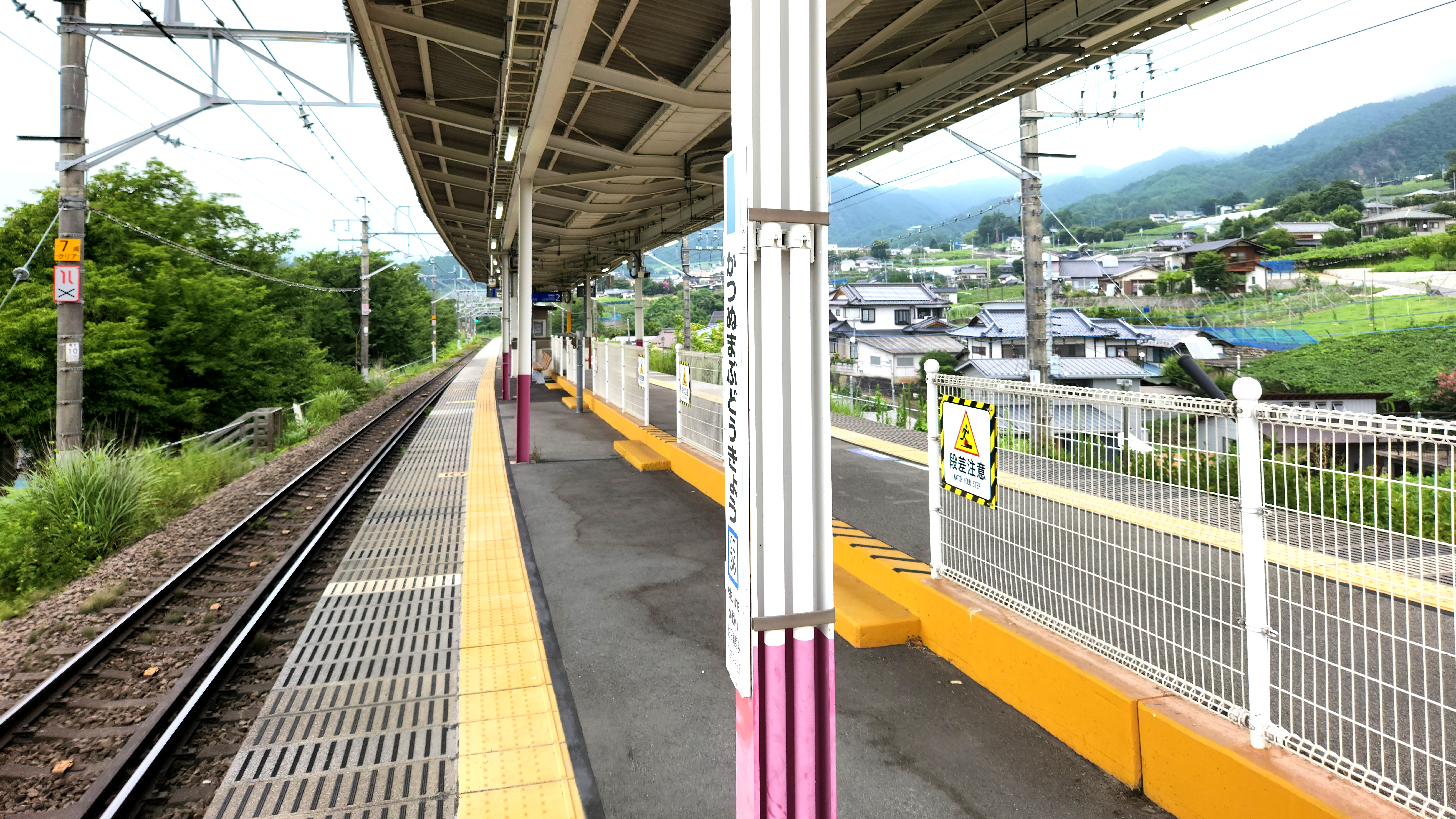
月台（2022年8月）

本站為島式月台1面2線的地面車站。

### 月台配置
| 月台 | 路線     | 方向 | 目的地                 |
| ---- | -------- | ---- | ---------------------- |
| 1    | 中央本線 | 下行 | 甲府、上諏訪、松本方向 |
| 2    | 中央本線 | 上行 | 大月、八王子、新宿方向 |

（來源：JR東日本:車站構內圖 （页面存档备份，存于））

## 使用情況
根據JR東日本，2019年度（令和元年度）1日平均上車人次為398人。
近年的推移如下表。
| 上車人次推移       | 上車人次推移     | 上車人次推移    |
| 年度               | 1日平均 上車人次 | 來源            |
| ------------------ | ---------------- | --------------- |
| 2000年（平成12年） | 404              | [ 利用客数 2 ]  |
| 2001年（平成13年） | 424              | [ 利用客数 3 ]  |
| 2002年（平成14年） | 425              | [ 利用客数 4 ]  |
| 2003年（平成15年） | 417              | [ 利用客数 5 ]  |
| 2004年（平成16年） | 421              | [ 利用客数 6 ]  |
| 2005年（平成17年） | 429              | [ 利用客数 7 ]  |
| 2006年（平成18年） | 401              | [ 利用客数 8 ]  |
| 2007年（平成19年） | 377              | [ 利用客数 9 ]  |
| 2008年（平成20年） | 432              | [ 利用客数 10 ] |
| 2009年（平成21年） | 430              | [ 利用客数 11 ] |
| 2010年（平成22年） | 427              | [ 利用客数 12 ] |
| 2011年（平成23年） | 420              | [ 利用客数 13 ] |
| 2012年（平成24年） | 471              | [ 利用客数 14 ] |
| 2013年（平成25年） | 479              | [ 利用客数 15 ] |
| 2014年（平成26年） | 485              | [ 利用客数 16 ] |
| 2015年（平成27年） | 479              | [ 利用客数 17 ] |
| 2016年（平成28年） | 451              | [ 利用客数 18 ] |
| 2017年（平成29年） | 450              | [ 利用客数 19 ] |
| 2018年（平成30年） | 443              | [ 利用客数 20 ] |
| 2019年（令和元年） | 398              | [ 利用客数 1 ]  |

## 车站周边
- 大日影隧道人行道
- 甲州市役所勝沼廳舍（舊・勝沼町役場）
- 菱山簡易郵政局
- 甲州市勝沼葡萄丘
- 大善寺
- 国道411号（青梅街道）
- 国道20号（甲州街道）

## 相鄰車站
東日本旅客鐵道（JR東日本）
 中央本線
甲斐大和（CO 35）－勝沼葡萄鄉（CO 36）－鹽山（CO 37）

### 使用情況
1. 1 2  . 東日本旅客鉄道.   [2020-07-10]. （原始内容存档于2020-07-14）.
2. ↑  . 東日本旅客鉄道.   [2019-04-21]. （原始内容存档于2019-04-02）.
3. ↑  . 東日本旅客鉄道.   [2019-04-21]. （原始内容存档于2019-02-22）.
4. ↑  . 東日本旅客鉄道.   [2019-04-21]. （原始内容存档于2019-04-02）.
5. ↑  . 東日本旅客鉄道.   [2019-04-21]. （原始内容存档于2019-03-27）.
6. ↑  . 東日本旅客鉄道.   [2019-04-21]. （原始内容存档于2019-02-23）.
7. ↑  . 東日本旅客鉄道.   [2019-04-21]. （原始内容存档于2019-04-02）.
8. ↑  . 東日本旅客鉄道.   [2019-04-21]. （原始内容存档于2019-04-02）.
9. ↑  . 東日本旅客鉄道.   [2019-04-21]. （原始内容存档于2019-04-02）.
10. ↑  . 東日本旅客鉄道.   [2019-04-21]. （原始内容存档于2019-02-22）.
11. ↑  . 東日本旅客鉄道.   [2019-04-21]. （原始内容存档于2019-04-02）.
12. ↑  . 東日本旅客鉄道.   [2019-04-21]. （原始内容存档于2019-04-02）.
13. ↑  . 東日本旅客鉄道.   [2019-04-21]. （原始内容存档于2019-04-02）.
14. ↑  . 東日本旅客鉄道.   [2019-04-21]. （原始内容存档于2019-04-02）.
15. ↑  . 東日本旅客鉄道.   [2019-04-21]. （原始内容存档于2017-02-08）.
16. ↑  . 東日本旅客鉄道.   [2019-04-21]. （原始内容存档于2019-04-02）.
17. ↑  . 東日本旅客鉄道.   [2019-04-21]. （原始内容存档于2019-03-23）.
18. ↑  . 東日本旅客鉄道.   [2019-04-21]. （原始内容存档于2019-03-27）.
19. ↑  . 東日本旅客鉄道.   [2019-04-21]. （原始内容存档于2019-03-25）.
20. ↑  . 東日本旅客鉄道.   [2019-07-10]. （原始内容存档于2019-07-05）.

## 外部連結
- 車站資訊（勝沼葡萄鄉）：東日本旅客鐵道